# Herb gminy Rudniki
Herb gminy Rudniki – jeden z symboli gminy Rudniki, ustanowiony 29 grudnia 1997.

## Wygląd i symbolika
Herb przedstawia na tarczy w polu zielonym srebrną (białą) głowę wołu na wprost ze srebrnym kolcem w nozdrzach oraz złotymi (żółtymi) kłosami pszenicy w miejscu rogów, między którymi srebrna strzała skierowana w górę, dwakroć przekrzyżowana.